# Tämnaren öst
Tämnaren öst este o arie protejată (arie specială de conservare — SAC, sit de importanță comunitară — SCI, arie de protecție specială avifaunistică — SPA) din Suedia întinsă pe o suprafață de 1.837,5 ha, integral pe uscat.

## Localizare
Centrul sitului Tämnaren öst este situat la coordonatele 60°09′31″N 17°21′39″E / 60.1587°N 17.3607°E.

## Înființare
Situl Tämnaren öst a fost declarat sit de importanță comunitară în iulie 2000 pentru a proteja 23 de specii de animale. Alte tipuri de protecție:
- arie de protecție specială avifaunistică (în iulie 2000)[2]
- arie specială de conservare (în martie 2011)[1][3][4]

## Biodiversitate
Situată în ecoregiunea boreală, aria protejată conține 6 habitate naturale: Pajiști cu Molinia pe soluri calcaroase, turboase sau argilos-nămoloase (Molinion caeruleae), Taiga vestică, Mlaștini împădurite, Păduri aluvionare cu Alnus glutinosa și Fraxinus excelsior (Alno-Padion, Alnion incanae, Salicion albae), Lacuri eutrofice naturale cu vegetație de tip Magnopotamion sau Hydrocharition, Păduri caducifoliate de mlaștină fino-scandinave.
La baza desemnării sitului se află mai multe specii protejate de  păsări (23): rață fluierătoare (Anas penelope), gâscă cenușie (Anser anser), buhai de baltă (Botaurus stellaris), chirighiță neagră (Chlidonias niger), erete de stuf (Circus aeruginosus), cristeiul de câmp (Crex crex), lebădă de iarnă (Cygnus cygnus), lebădă de vară (Cygnus olor), ciocănitoare neagră (Dryocopus martius), presură de grădină (Emberiza hortulana), muscar (Ficedula parva), ciuvică (Glaucidium passerinum), cocor (Grus grus), sfrâncioc roșiatic (Lanius collurio), ferestraș mic (Mergus albellus), ferestrașul mare (Mergus merganser), viespar (Pernis apivorus), corcodel-urechiat (Podiceps auritus), cresteț pestriț (Porzana porzana), pescăriță mare (Sterna caspia), chiră de baltă (Sterna hirundo), huhurezul mic (Strix uralensis), fluierar de mlaștină (Tringa glareola).